# Governador-geral do Canadá
O governador-geral do Canadá (em inglês:  Governor General; em francês:  gouverneur général ou gouverneure générale) é o representante oficial do monarca canadense, que está em união pessoal com o monarca do Reino Unido, presentemente o  Rei Charles III.
No Canadá, o governador-geral representa o rei ou a rainha, que reside predominante no Reino Unido. Antigamente, os governadores-gerais do Canadá eram membros da nobreza britânica, mas desde 1952 tem havido uma nova política de designar cidadãos canadenses para o cargo. Um cidadão que tem um histórico distinto de serviço público à nação é indicado para o posto de governador-geral pelo primeiro-ministro do Canadá e nomeado pelo monarca do Reino Unido.
Os governadores-gerais canadenses utilizam o prefixo honorífico de "O Muito Honorável" durante a sua vida, e também "Sua Excelência" durante o tempo de exercício do cargo. A sua residência oficial é Rideau Hall em Ottawa, e há também outra casa oficial usada ocasionalmente na cidade de Quebec chamada La Citadelle.
O poder político verdadeiro no Canadá é levado a cabo inteiramente pelo primeiro-ministro, mas o governador-geral realiza muitas actividades simbólicas, formais, culturais e cerimoniais. Assina todas as leis federais no Canadá, mas isto somente com o conselho dos membros do governo eleito. Quando uma nova sessão do parlamento se inaugura, o governador-geral também lê o discurso do trono, preparado pelos membros do partido político que tiver maioria no governo. Exige-se que o governador-geral seja fluente nas línguas francesa e inglesa, os dois idiomas oficiais do Canadá.

## Papel
Como o Canadá compartilha sua condição de monarquia com outros 15 países da Comunidade das Nações e o soberano vive no exterior, a tarefa primária do governador-geral é representar o monarca em seus deveres constitucionais agindo sempre em seu nome. O governador age de acordo com os princípios da democracia parlamentar e governo responsável como um defensor de uma governança estável e contínua. Em sua maioria, entretanto, os poderes da Coroa são exercidos cotidianamente por indivíduos eleitos, delegando ao governador-geral os deveres cerimoniais.

## Residências
O Rideau Hall, em Ottawa, é a residência oficial do Monarca do Canadá e também do Governador-geral, além de sediar os escritórios do Governo. O cônjuge do Governador-geral assume o título de Castelão de Rideau Hall (Chatelaine of Rideau Hall), com a função de coordenar o funcionamento do local durante o mandato do governador. Desde 1872, os governadores-gerais utilizam a Citadela de Quebec como residência oficial.